# Kasteel van Poortvliet
Het kasteel van Poortvliet stond in het Nederlandse dorp Poortvliet, provincie Zeeland. Het betreft in feite twee elkaar opeenvolgende kastelen: het mottekasteel werd rond 1200 gebouwd en heeft slechts enkele jaren bestaan, waarna het nog vóór 1220 werd opgevolgd door een grafelijk kasteel. Van beide kastelen zijn geen zichtbare restanten bewaard gebleven.

## Geschiedenis
In 1200 kreeg Hugo van Voorne grond in Poortvliet in erfpacht van het Utrechtse kapittel van Oud-Munster. Hij bouwde er vervolgens een mottekasteel. Hugo volgde rond dezelfde tijd zijn vader op als burggraaf van Zeeland Beoostenschelde. Deze functie betekende dat Hugo in dit gebied optrad als de vertegenwoordiger van de Hollandse graaf Dirk VII.

### Verwoesting
In 1203 overleed graaf Dirk VII, waarna er onenigheid ontstond over zijn opvolging: zowel Lodewijk van Loon - de kersverse echtgenoot van Dirks dochter Ada - als Dirks broer Willem eisten de graventitel op. Dit leidde tot het uitbreken van de Loonse Oorlog, waarbij Hugo van Voorne de zijde koos van Lodewijk. Hugo droeg zijn kasteel nu op als leen van de markgraaf van Namen die het zelf weer van de graaf van Vlaanderen in leen hield.
Willem dwong Hugo te vluchten naar het kasteel in Poortvliet. Hier werd hij in 1204 belegerd door Floris van Holland, de broer van Willem. Het kasteel werd door Floris ingenomen en verwoest, maar Hugo overleefde de strijd wel. De inname van het kasteel wordt beschreven in de 14e-eeuwse rijmkroniek van Melis Stoke.

### Herbouw
Het gebied rond Poortvliet werd na de Loonse Oorlog bedijkt door de abdij van Nijvel. Voor de Hollandse graaf Willem was het gebied van strategisch belang als steunpunt tegen de graaf van Vlaanderen en daarom liet hij hier nog vóór 1220 een nieuw, grafelijk kasteel bouwen. Willem werd in zijn strategie gesteund door Hendrik van Voorne, de burggraaf van Zeeland. In 1220 schonk Willem zijn bezittingen te Poortvliet met het grafelijk kasteel aan zijn tweede echtgenote, Maria van Brabant.
De pachters van de abdij ter Doest - deze abdij had inmiddels de bezittingen van Nijvel overgenomen - kregen in 1237 het stadsrecht geschonken door burggraaf Hendrik. Voor de abdij leverde dit als voordeel op dat zij voortaan zelf een schout en schepenen mocht benoemen voor het nieuwe stadje. Overigens bleef Poortvliet als ambacht wel onder de Hollandse graven vallen.
In 1317-1318 werd het kasteel van een nieuwe dakbedekking voorzien.
In de 15e eeuw viel het kasteel onder de familie Van Bloys. De laatst bekende eigenaar was Guy Anthonis van Bloys. Na zijn overlijden in 1527 bleef het stil rondom het kasteel. Het had sowieso al zijn strategische waarde verloren toen in Zierikzee en in Tholen nieuwe militaire steunpunten waren aangelegd. Waarschijnlijk werd het kasteel van Poortvliet nog vóór 1565 afgebroken.
In de 19e eeuw zouden er nog brokstukken zichtbaar zijn in het landschap.

## Beschrijving
Het eerste kasteel dat rond 1200 is gebouwd, zal een mottekasteel zijn geweest: een (houten) bouwwerk op een kunstmatige heuvel.
Het grafelijke kasteel dat Willem I nog vóór 1220 liet bouwen, stond vermoedelijk op of nabij de verwoeste motte. Er is een afbeelding uit de 18e bekend waarop een kasteel staat met een rechthoekige poorttoren, een ronde toren en een aantal woonvleugels. De betrouwbaarheid van deze afbeelding wordt echter betwist.  
Van beide kastelen is onbekend waar zij hebben gestaan. Een mogelijke locatie is tussen Poortvliet en de oostelijk daarvan gelegen buurtschap Oud-Kerkhof.  
Aldegonde · Kasteel van Axel · Baarland · Baarsdorp · Barbestein · Biervliet · Bieweg · Blodenburg · Huis der Boede · Brijdorpe · Bruëlis · 't Burchtje · Burggravensteen · Buttinge · Coxijde · Crayenstein · Duinbeek · Duivelsberg · Ellewoutsdijk · Filippenburg · Geersdijk · Gistellis · Gravenhof · Slot Haamstede · Kasteel Hellenburg · Herkestein · Heuvelsweg · Hoge Huis · Ter Hooge · Hoogkamer · Kats · Kind van Trente · Kleverskerke · Kortgene · Kreke · Kruiningen · Laterdale · Lodijke · Maalstede (Hulst) · Maalstede (Kapelle) · Magdalon · Hof Ter Moere · Moermond · Te Mortiere · Muiden · Hof ter Nisse (Nisse) · Hof ter Nisse (Ossenisse) · Oostende · Oostende (Goes) · Oosterstein · Poelvoorde · Poortvliet · Popkensburg · De Pottere · Poucques · Pronkenburg · Ravenstein · Saeftingher Slot · Kasteel van Sint-Maartensdijk · Schengen · Sluis · Smallegange · Stavenisse · Tolhuis van Iersekeroord · Huus ter Tolne · Torenberg · Torenhoeve · Toren van Bourgondië · Troye · Valkenisse · Vinninghen · Vlissingen · Voorhoute · Waarde · Watervliet · Weldamme · Welland · Huis te Werf · Te Werve · Westenschouwen · Westhove · Westkerke · Windenburg · Zandenburg · Zwanenburg